# Alexandru Ioan Cuza (okręg Jassy)
Alexandru Ioan Cuza – wieś w Rumunii, w okręgu Jassy, w gminie Alexandru Ioan Cuza. W 2011 roku liczyła 841 mieszkańców.